# Маскарпоне
Маскарпо́не (італ. mascarpone) — італійський кисломолочний вершковий сир. Його використовують для приготування тортів і десертів, без нього не можна зробити справжнє тирамісу. Традиційний продукт Італії, виготовляється з низькокалорійних вершків із вмістом жиру не більше 25 %. Жирність становить 47 %, калорійність — 453 ккал на 100 г. Маскарпоне використовується в національних стравах Ломбардії. Маскарпоне консистенцією нагадує крем. Має запах свіжого молока або вершків та ніжно-білий колір. Часто використовують замість вершкового масла. Сир чудово поєднується з фруктами і кавовим лікером.

## Походження
Маскарпоне походить з місцевості між Аббіатеграссо та Лоді, що на південний-захід від Мілану. Перші згадки сягають кінця XVI початку XVII століть. На думку журналіста Джанні Брера, правильною назвою сиру має бути «маскерпоне» (італ. mascherpone), що походить від назви ферми Cascina Mascherpa, яка знаходиться між Міланом і Павією та належить родині Маскерпа (італ. Mascherpa).

## Виготовлення
Для його виготовлення беруть вершки, що отримують з молока корів, яких спеціально годують сумішшю свіжих трав і квітів для додання продуктові неповторного чудового смаку. Вершки підігрівають до температури 75—90 °C та додають лимонний сік або білий винний оцет, щоб почалося згортання сирної маси. Маскарпоне належить до продуктів, що швидко псуються, тому повинен бути використаний відразу після виготовлення, але в замороженому вигляді зберігається до тижня.

## Замінники у стравах
При приготуванні страв на основі маскарпоне може бути замінений сумішшю:
1. 8 унцій ніжного вершкового сиру і 0,25 склянки сметани;
2. 8 унцій ніжного вершкового сиру і 1 столових ложок вершків, масла або молока;
3. 6 унцій ніжного вершкового сиру, 0,25 склянки молока та 0,25 склянки вершків.